# Alchornea megalophylla
Alchornea megalophylla är en törelväxtart som beskrevs av Johannes Müller Argoviensis. Alchornea megalophylla ingår i släktet Alchornea och familjen törelväxter. Inga underarter finns listade i Catalogue of Life.